# Zenon Telman
Zenon Telman (ur. 1961) – polski koszykarz, występujący na pozycji skrzydłowego, medalista mistrzostw Polski, po zakończeniu kariery zawodniczej – trener oraz komentator spotkań koszykarskich NBA w Canal+ Sport.
W sezonie 1989/1990 szósty strzelec ligi.

## Osiągnięcia
Drużynowe
- Brązowy medalista Polski (1980)[1]
- Awans do najwyższej klasy rozgrywkowej:
  - z AZS-em Lublin (1993)
  - ze Stalą Stalowa Wola (1989)